# Sonnets pour la Belle matineuse
Le thème de la Belle matineuse a été développé en sonnets par des poètes italiens et français du XVIe siècle et du XVIIe siècle. L'exemple le plus célèbre est proposé par Vincent Voiture en 1635, entraînant une mode dans les milieux précieux autour de ce thème.

## Contexte
En 1635, Vincent Voiture adresse une lettre à une jeune demoiselle, à Blois, qui s'ouvre sur le sonnet intitulé La Belle matineuse et se poursuit ainsi : « Après quatorze vers, vous me permettrez bien de mettre quatorze lignes de prose, et de vous dire, en un langage qui a accoutumé d'être plus véritable que celui-là, que je me meurs pour vous ».
Le sonnet de Voiture « déclencha une compétition, où s'illustrèrent notamment Malleville et Tristan L'Hermite ».

### La Belle matineuse
Des portes du matin l'Amante de Céphale,

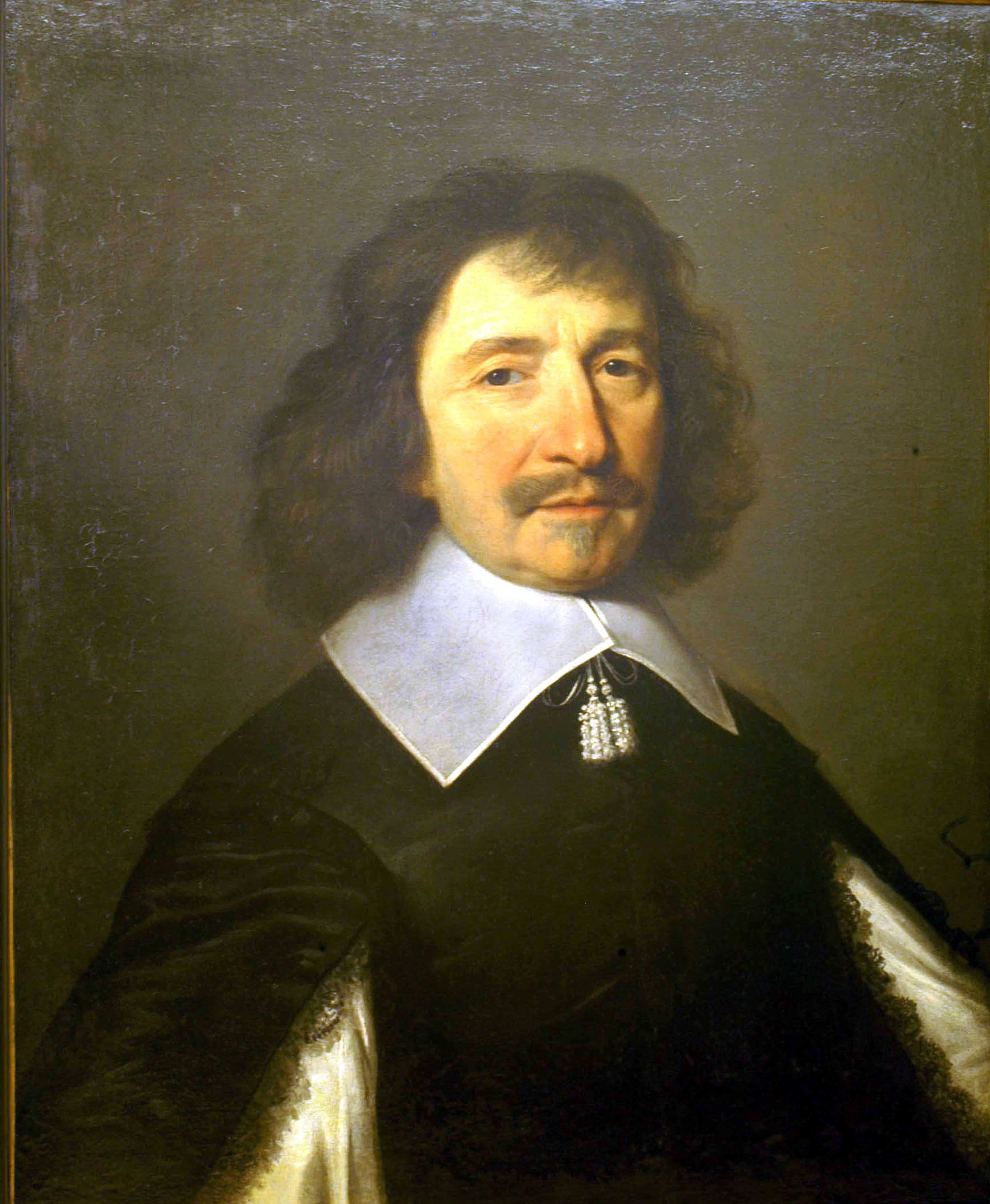
Portrait de Voiture par Philippe de Champaigne.Musée d'art Roger-Quilliot, Clermont-Ferrand.

Ses roses épandait dans le milieu des airs,

Et jetait sur les cieux nouvellement ouverts

Ces traits d’or et d’azur qu’en naissant elle étale,

Quand la Nymphe divine, à mon repos fatale,

Apparut, et brilla de tant d'attraits divers,

Qu'il semblait qu'elle seule éclairait l'Univers

Et remplissait de feux la rive Orientale.

Le Soleil se hâtant pour la gloire des Cieux

Vint opposer sa flamme à l'éclat de ses yeux,

Et prit tous les rayons dont l'Olympe se dore.

L'Onde, la terre et l'air s'allumaient alentour

Mais auprès de Philis on le prit pour l'Aurore,

Et l'on crut que Philis était l'astre du jour.

### Autres sonnets

#### Malleville
Le silence régnait sur la terre et sur l'onde, 

L'air devenait serein et l'Olympe vermeil, 

Et l'amoureux Zéphir affranchi du sommeil 

Ressuscitait les fleurs d'une haleine féconde.

L'Aurore déployait l'or de sa tresse blonde 

Et semait de rubis le chemin du Soleil ; 

Enfin ce dieu venait au plus grand appareil 

Qu'il soit jamais venu pour éclairer le monde,

Quand la jeune Philis au visage riant, 

Sortant de son palais plus clair que l'Orient, 

Fit voir une lumière et plus vive et plus belle.

Sacré flambeau du jour, n'en soyez point jaloux !

Vous parûtes alors aussi peu devant elle 

Que les feux de la nuit avaient fait devant vous.

#### Tristan L'Hermite
Tristan L'Hermite publie son sonnet dans La Lyre, sous le titre Imitation d'Annibal Caro :
L'amante de Céphale entr'ouvrait la barrière

Par où le dieu du jour monte sur l'horizon ;

Et, pour illuminer la plus belle saison,

Déjà le clair flambeau commençait sa carrière.

Quand la nymphe qui tient mon âme prisonnière

Et de qui les appas sont sans comparaison,

En un pompeux habit sortant de sa maison,

À cet astre brillant opposa sa lumière.

Le soleil, s'arrêtant devant cette beauté,

Se trouva tout confus de voir que sa clarté

Cédait au vif éclat de l'objet que j'adore ;

Et, tandis que de honte il était tout vermeil

En versant quelques larmes, il passa pour l'aurore ;

Et Philis, en riant, passa pour le soleil.
Émile Faguet juge cette Belle matineuse « nullement inférieure à celles de Malleville et Voiture ; mais, soucieux de renouveler le sujet, il a donné comme pendant ou comme réplique à la belle du matin une autre version que l'on pourra appeler, si l'on veut, la Belle crépusculaire » :
Sur la fin de son cours le Soleil sommeillait 

Et déjà ses coursiers abordaient la marine, 

Quand Élise passa dans un char qui brillait 

De la seule splendeur de sa beauté divine.

Mille appas éclatants qui font un nouveau jour 

Et qui sont couronnés d'une grâce immortelle, 

Les rayons de la gloire et les feux de l'amour 

Éblouissaient la vue et brûlaient avec elle.

Je regardais coucher le bel astre des cieux, 

Lorsque ce grand éclat me vint frapper les yeux, 

Et de cet accident ma raison fut surprise.

Mon désordre fut grand, je ne le cèle pas. 

Voyant baisser le jour et rencontrant Élise, 

Je crus que le Soleil revenait sur ses pas.

## Antécédents
Le thème de La Belle matineuse avait été traité, avant Vincent Voiture et Annibal Caro, notamment par Ronsard et Du Bellay, à l'imitation d'un sonnet d'Antonio Francesco Raineri (it).

### En Italie

#### Annibal Caro
|  | Eran l'aer tranquillo e l'onde chiare. Sospirava Faviano e fuggia Clori. L'alma Ciprigna innanzi a i primi albori Ridendo empiea d'amor la Terra e'l Mare. La ruggiadosa Aurora in ciel più rare Facea le stelle ; e di più bei colori Sparse le nubi e i monti ; uscià già fuori Febo, qual più lucente in Delfo appare. Quando altra Aurora in più vezzaso hostello Aperse, e lampieggió sereno e puro Il sol che sol m'abbaglia e me disface. Volsimi ; e'n contro a lei mi parve oscuro (Santi lumi del ciel, con vostre pace), L'Oriente, che dianzi era si bello. | L'air était calme et l'onde claire. Le Zéphyr soupirait et fuyait Chloris. L'alme Cypris riant aux premières lueurs Emplissait d'amour la Terre et la Mer. L'Aurore couverte de rosée raréfiait les étoiles Dans le ciel, et des plus belles couleurs nimbait Les nuages et les monts. Déjà sortait Phébus, Tel qu'il apparaît à Delphes dans son plus bel éclat. C'est alors qu'une autre Aurore apparut D'un plus charmant palais, et brilla, pur et serein, Le soleil qui seul m'éblouit et me fait fondre. Je me retournai ; à côté de lui me parut obscur (Saintes étoiles du ciel, pardonnez-moi), L'Orient qui tout à l'heure était si beau. |  |

#### Antonio Raineri
|  | Eran tranquillo il mar ; le selve e i prati Scuoprian le pompe sue, frondi al cielo Et la notte sen gla squarciando il velo, Et spronando i cavai foschi e alati. Scuotea l'aurora da capegli aurati Perle d'un vivo trasparente gielo ; Et gia ruotava il Dio, che nacque in Delo, Raggi da i liti Eoi ricchi odorati. Quand'ecco d'Occidente un più bel Sole Spuntogli incontro serenando il giorno, Et impallidio l'Orientale imago. Velocissime luci eterne e sole, Con vostra pace, il moi bel viso adorno Parve albor più di voi lucente e vago. | Tranquille était la mer ; les forêts et les prés Découvraient leurs splendeurs, feuilles, feuillages au ciel ; Et la nuit allait déjà déchirant son voile, Éperonnant ses chevaux sombres et ailés. L'Aurore secouait, de ses cheveux dorés, Des perles d'une vive et transparente glace ; Et déjà le Dieu qui naquit à Délos tournait Ses rayons des rives parfumées de l'Orient. Quand voici que d'Occident un plus beau Soleil Se leva face à lui, éclaircissant le jour, Et fit pâlir l'astre de l'Orient. Ô vous, lumières à la course éternelle, et toi Soleil, N'en prenez pas ombrage, ce merveilleux visage Que j'adore parut plus que vous lumineux et charmant. |  |

### En Espagne

#### Gongora
|  | Tras la bermeja Aurora el Sol dorado Por las puertas salía del Oriente, Ella de flores la rosada frente, Él de encendidos rayos coronado. Sembraban su contento o su cuidado, Cuál con voz dulce, cuál con voz doliente, Las tiernas aves con la luz presente En el fresco aire y en el verde prado, Cuando salió bastante a dar Leonora Cuerpo a los vientos y a las piedras alma, Cantando de su rico albergue, y luego Ni oí las aves más, ni vi la Aurora; Porque al salir, o todo quedó en calma, O yo — que es lo más cierto — sordo y ciego. | À la suite de l'Aurore vermeille, Le Soleil doré sortait des portes de l'Orient, Elle son front couronné de fleurs Et lui de rayons de flammes. Ils épanchaient leur joue ou leur tristesse, Les uns d'une voix douce, les autres d'une voix plaintive, Les tendres oiseaux, avec la lumière présente Dans l'air frais et dans la verte prairie, Quand sortit en chantant, de son riche palais, Léonore Capable à elle seule de donner un corps aux vents Et aux pierres une âme ; alors Je n'entendis plus les oiseaux ni ne vis plus l'Aurore, Car, quand elle sortit, ou tout devint calme, Ou moi — c'est le plus sûr — je devins sourd et aveugle. |  |

### En France

#### Ronsard
Ronsard illustre le thème dans ses Amours de Cassandre (sonnet LXXVIII) :
De ses cheveux la roussoyante Aurore 

Éparsement les Indes remplissait, 

Et jà le ciel à longs traits rougissait 

De maint émail qui le matin décore, 

  

Quand elle vit la Nymphe que j'adore 

Tresser son chef, dont l'or, qui jaunissait, 

Le crêpe honneur du sien éblouissait, 

Voire elle-même et tout le ciel encore. 

  

Lors ses cheveux vergogneuse arracha, 

Si qu'en pleurant sa face elle cacha, 

Tant la beauté des beautés lui ennuie : 

  

Et ses soupirs parmi l'air se suivants, 

Trois jours entiers enfantèrent des vents, 

Sa honte un feu, et ses yeux une pluie.

#### Du Bellay
Du Bellay en donne une version dans L'Olive (sonnet LXXXIII) :
Déjà la nuit en son parc amassait

Un grand troupeau d'étoiles vagabondes,

Et, pour entrer aux cavernes profondes,

Fuyant le jour, ses noirs chevaux chassait ;

Déjà le ciel aux Indes rougissait,

Et l'aube encor de ses tresses tant blondes

Faisant grêler mille perlettes rondes,

De ses trésors les prés enrichissait :

Quand d'occident, comme une étoile vive,

Je vis sortir dessus ta verte rive,

Ô fleuve mien ! une nymphe en riant.

Alors, voyant cette nouvelle Aurore,

Le jour honteux d'un double teint colore

Et l'Angevin et l'indique orient.

#### Olivier de Magny
Olivier de Magny a varié sur le thème de la Belle matineuse dans trois sonnets (XXXII à XXXIV de ses Cent-deux sonnets des Amours, publiés en 1553), « de façon banale » selon Henri Weber :
Quand du haut ciel ma Dame descendit

Sous la faveur d'une étoile amiable,

Et que depuis l'éternel immuable 

Dedans ce corps excellent la rendit,

Saturne alors ne régnait (comme on dit)

Ni du dieu Mars la lumière admirable,

Ni celle-là de Mercure au semblable ;

Une plus claire apparaître entendit.

C'était Vénus qui flamboyait à l'heure 

Sur l'horizon, par quoi l'archer sans yeux 

Dessus les siens voulut prendre demeure.

Doncques celui qui ne voudra qu'il tire,

Encontre soi, s'il demande son mieux, 

De son regard promptement se retire.

#### Abraham de Vermeil
Le sonnet d'Abraham de Vermeil, recueilli dans une anthologie (la Seconde Partie des muses ralliées, en 1600), est une illustration baroque du thème de « la Belle matineuse : le poète imagine une compétition entre le Soleil et la femme aimée, dont cette dernière sort victorieuse » :
Un jour mon beau soleil mirait sa tresse blonde 

Aux rais du grand Soleil qui n'a point de pareil :

Le grand Soleil aussi mirait son teint vermeil 

Aux Rais de mon Soleil que nul rai ne seconde :

Mon Soleil au Soleil était Soleil et onde :

Le grand Soleil étoit son onde et son Soleil :

Le Soleil se disait le Soleil nompareil :

Mon Soleil se disait le seul Soleil du monde :

Soleils ardant, laissez ces bruits contentieux, 

L'un est Soleil en terre et l'autre luit aux Cieux :

L'un est Soleil des corps, l'autre Soleil de l'âme :

Mais si vous débattez, Soleils, qui de vous deux 

Est Soleil plus luisant et plus puissant de feux, 

Soleil tes jours sont nuits comparés à ma Dame.

## Analyse
Gilles Ménage a consacré au thème de La Belle matineuse « une docte dissertation, en 1652, où il fait remonter l'origine du thème à Catulle ».

### Anthologies
- Jean-Pierre Chauveau, Gérard Gros et Daniel Ménager, Anthologie de la poésie française : Moyen Âge, XVIe siècle, XVIIe siècle, Paris, Gallimard, coll. « La Pléiade » (no 466), 2000, 1586 p. (ISBN 2-07-011384-1)

### Éditions modernes
- Tristan L'Hermite et Jean-Pierre Chauveau (introduction et notes), La Lyre (texte original de 1641), Paris-Genève, Librairie Droz, coll. « Textes littéraires français » (no 243), 1977, LXXVII-327 p. (ISBN 2-600-02517-0)
- Olivier de Magny et Mark S. Whitney (édition critique), Poésies, Paris-Genève, Librairie Droz, coll. « Textes littéraires français » (no 164), 1970, 144 p.
- Abraham de Vermeil et Henri Lafay (édition critique), Poésies, Paris-Genève, Librairie Droz, coll. « Textes littéraires français » (no 229), 1976, 187 p.
- Vincent Voiture et Henri Lafay (édition critique), Poésies, t. I, Paris, Didier, coll. « Société des textes français modernes », 1971, 372 p.

### Ouvrages généraux
- Émile Faguet, Histoire de la littérature française : depuis le XVIIe siècle jusqu'à nos jours, t. 2, Paris, Plon-Nourrit et Cie, 1905, 570 p. (lire en ligne)

### Monographies
- Gilles Ménage, Dissertation sur les sonnets pour la belle matineuse, Paris, Claude Barbin, 1689, 42 p. (lire en ligne)
- Sophie Rollin, Le style de Vincent Voiture : une esthétique galante, Saint-Étienne, Université Jean-Monnet, coll. « Renaissance et âge baroque », 2006, 390 p. (ISBN 978-2-86272-407-2, lire en ligne)
- Henri Weber, La Création poétique au XVIe siècle en France : De Maurice Scève à Agrippa d'Aubigné, vol. I, Paris, Nizet, 1989 (1re éd. 1956), 774 p. (ISBN 978-2-7078-1090-8), p. 304-307